# Hans Gildemeister
Hans Gildemeister Bohner (nascido Juan Pedro Gildemeister Bohner: Lima, 9 de Fevereiro de 1956) é um ex-tenista profissional chileno. era um especialista em duplas

## Simples finais (6)
| Resultado | N. | Data | Campeonato         | Piso   | Oponente        | Placar        |
| --------- | -- | ---- | ------------------ | ------ | --------------- | ------------- |
| Vice      | 1. | 1979 | Boston, EUA        | Saibro | José Luis Clerc | 6–0, 2–6, 2–6 |
| Campeão   | 1. | 1979 | Barcelona, Espanha | Saibro | Eddie Dibbs     | 6–4, 6–3, 6–1 |
| Campeão   | 2. | 1979 | Santiago, Chile    | Saibro | José Higueras   | 7–5, 5–7, 6–4 |
| Vice      | 2. | 1981 | Boston, Espanha    | Saibro | José Higueras   | 3–6, 1–6      |
| Campeão   | 3. | 1981 | Santiago, Chile    | Saibro | Andrés Gómez    | 6–4, 7–5      |
| Campeão   | 4. | 1982 | Bordeaux, França   | Saibro | Pablo Arraya    | 7–5, 6–1      |